# Jugones (programa de televisión)
Jugones es un programa de televisión español que ofrece información y opinión, presentado por Josep Pedrerol, en el que se analiza la actualidad del mundo del fútbol y demás deportes, con especial atención al Real Madrid Club de Fútbol y al Fútbol Club Barcelona.  
La opinión, el análisis, las imágenes más destacadas del deporte, los reportajes y entrevistas a los protagonistas, son otros ingredientes del espacio.
El formato, presentado por Josep Pedrerol, se estrenó el 1 de abril de 2013 y se emite de lunes a viernes de 15:10 a 15:30, en laSexta.

## Historia
A finales de marzo de 2013, Atresmedia presentó su apuesta para reforzar la información deportiva de la Sexta con un nuevo formato y, así, intentar frenar a la competencia más directa. De este modo, el 1 de abril se estrenó Jugones, un espacio de información deportiva presentado por Óscar Rincón y Antonio Esteva.
Aunque los resultados de audiencia del programa durante sus primeros tres meses y medio eran aceptables, no dejaban de ser discretos. Así, el grupo audiovisual fichó por sorpresa a Josep Pedrerol para ponerse al frente del programa. Además, la cadena estaba interesada en buscar una presentadora que acompañara a Pedrerol, siendo Lara Álvarez la elegida. Con este cambio, Esteva y Rincón abandonarían el programa, aunque seguirían trabajando en la redacción de deportes de laSexta.
Finalmente, después de un tiempo de preparativos, la segunda temporada de Jugones llegó el 16 de septiembre de 2013. En esta etapa, el programa pasó a contar con nuevo plató, nuevos gráficos y nuevos colaboradores.
Por otra parte, un mes después de que Pedrerol y su equipo de Punto pelota fueron despedidos de Intereconomía, el 6 de enero de 2014 se estrenó en Nitro la tertulia deportiva El chiringuito de Jugones (reubicado en laSexta, Neox y finalmente en Mega en mayo debido al cierre de dicho canal), que se presenta como un programa 'hermano' de Jugones. 
Por su parte, Lara Álvarez abandonó Jugones a principios de marzo de 2014 para centrarse en otros proyectos en laSexta. Desde entonces, Josep Pedrerol presenta en solitario el programa, sustituyéndole en sus ausencias Guillermo Moreno.